# Something Always Goes Wrong
Albums de Dntel
Early Works for Me If It Works for You
(1998) Life Is Full of Possibilities
(2001)
Something Always Goes Wrong est un album de Dntel sorti en 2000.

## Morceaux
| 1.    | In Which Our Hero Begins His Long and Arduous Quest             | 6:50 |
| 2.    | In Which Our Hero Finds a Faithful Sidekick                     | 4:20 |
| 3.    | In Which Our Hero Is Put Under a Spell                          | 7:59 |
| 4.    | In Which Our Hero Dodges Bullets and Swords                     | 6:05 |
| 5.    | In Which Our Hero Frees the Damsel in Distress                  | 9:49 |
| 6.    | In Which Our Hero Is Decapitated by the Evil King               | 4:30 |
| 7.    | In Which Our Hero Begins His Long and Arduous Quest (Seq remix) | 5:04 |
| 8.    | In Which Our Hero Was Taken by Surprise (Languis remix)         | 3:18 |
| 9.    | The S.O.S.                                                      | 5:08 |
| 10.   | A Machine and a Memory Keep You Alive                           | 4:13 |
| 57:39 |                                                                 |      |